# Botiz
Botiz é uma comuna romena localizada no distrito de Satu Mare, na região histórica da Transilvânia. A comuna possui uma área de 37.08 km² e sua população era de 3504 habitantes segundo o censo de 2007.